# Зойкендорф
Зойкендорф (нім. Seukendorf) — громада в Німеччині, розташована в землі Баварія. Підпорядковується адміністративному округу Середня Франконія. Входить до складу району Фюрт. Складова частина об'єднання громад Файтсбронн.
Площа — 8,51 км2. Населення становить 3158 ос. (станом на 31 грудня 2020).

## Галерея

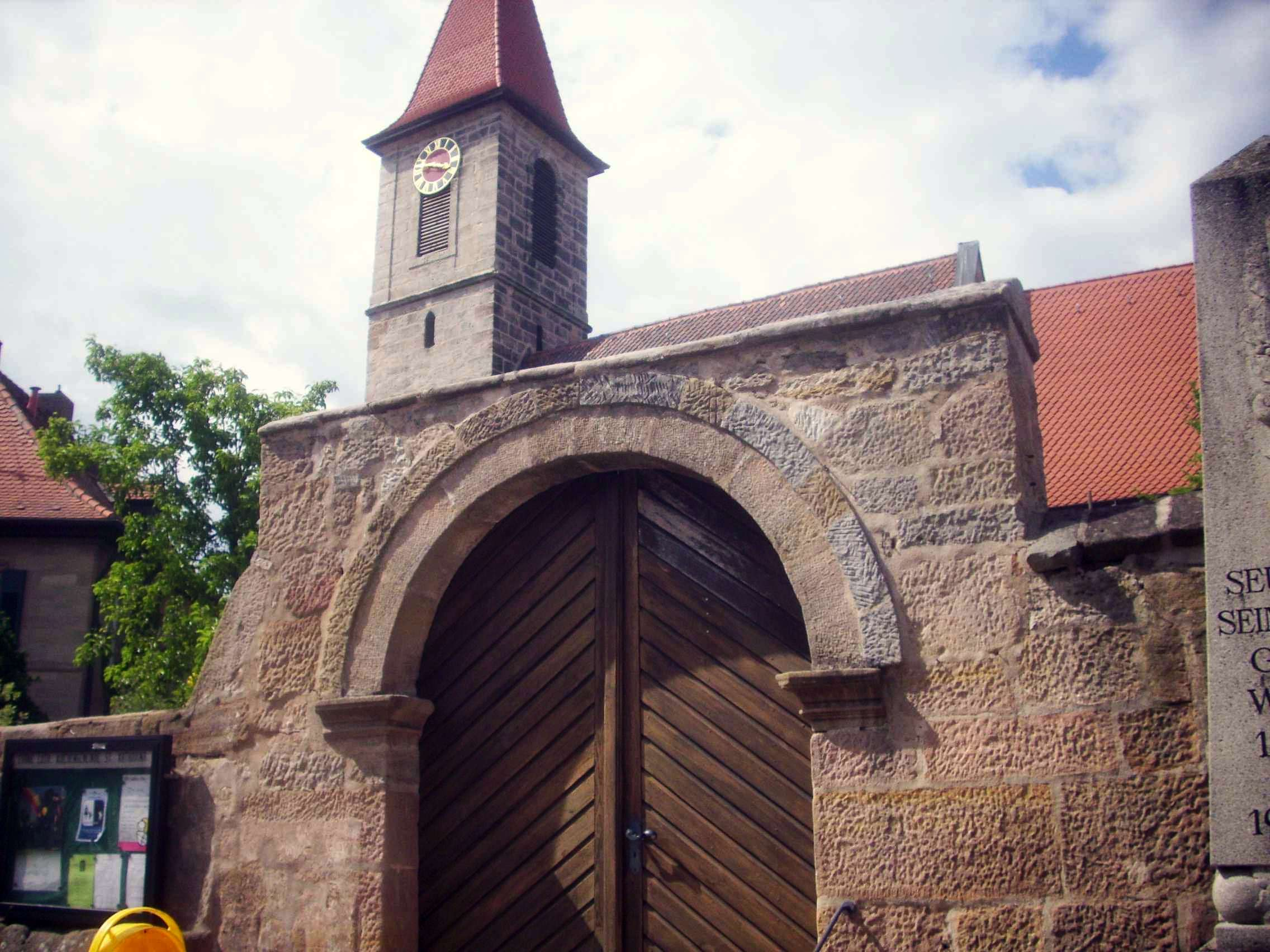